# مراقبة المستقبل (وبائيات)
دراسة مراقبة المستقبل Monitoring the Future ( MTF )، والمعروفة أيضًا باسم المسح الوطني لطلاب المدارس الثانوية، وهي دراسة وبائية طويلة الأمد تستطلع الاتجاهات في تعاطي المخدرات القانونية وغير المشروعة بين من هم في سن المراهقة والبالغين الأمريكيين بالإضافة إلى المستويات الشخصية للمخاطر المتصورة وعدم الموافقة على كل عقار. تم إجراء الاستطلاع من قبل باحثين في معهد البحوث الاجتماعية بجامعة ميشيغان، وبتمويل من المنح البحثية المقدمة من المعهد الوطني لتعاطي المخدرات، أحد المعاهد الوطنية للصحة.

## تصميم المسح
بدأت عملية المسح للاستبيان عام 1975 وركز فقط على طلاب السنة النهائية في ذلك العام. يتم إرسال الاستبيانات بشكل سنوي عن طريق البريد. ابتداءا من عام 1976، تم اختيار نسبة من المشاركين في الاستطلاع لإعادة التقييم كل عامين.  عام 1991 تم توسيع المسح ليشمل طلاب الصف الثامن والعاشر.  الاستبيان مجهول الهوية لطلاب الصف الثامن والعاشر بينما الاستبيان الخاص بطلاب الصف الثاني عشر يكون بشكل سري، ويتم جمع معلومات الاسم والعنوان لاستطلاعات المتابعة الطولية.
تتلقى عينات تمثل البلاد من طلاب الصفوف الثامن والعاشر والثاني عشر (شمل مسح MTF لعام 2010 حوالي 46500 طالب من ما يقرب من 400 مدرسة على مستوى البلاد  ) استبيانًا للتحقيق في أنماط تعاطي المخدرات، والمواقف والمعتقدات حول المخدرات، والتوافر المتصور للمخدرات، والمعايير بين مجموعات الأقران والقدوة. حاليًا، يقوم حوالي 50 ألف طالب وطالبة في الصفوف الثامن والعاشر والثاني عشر بإكمال الاستطلاع سنوي. 
الاستطلاع أيضا يقوم  بتقييم مجموعة متنوعة من المواضيع التي تتعدى تعاطي المخدرات. وتستكشف أسئلة الاستبيان أيضا الخطط والخبرات المهنية والتعليمية للمشاركين، والمواقف بشأن الأدوار الجنسانية، والمواقف والخبرات مع أشخاص من عرق/انتماء عرقي مختلف، والثقة في الحكومة والمؤسسات الأخرى، والمخاوف بشأن البيئة، واستهلاك وسائل الإعلام، والوقوع ضحية، والانحراف، من بين أمور أخرى. وتغطي الدراسات المتابعة لمرحلة البلوغ أيضًا الزواج وتكوين الأسرة، والالتحاق بالجامعة، والخدمة العسكرية، والتوظيف المدني، والبطالة، ومواضيع أخرى.[بحاجة لمصدر]

## الاستخدام المنتظم للماريجوانا والسجائر من قبل طلاب الصف الثاني عشر

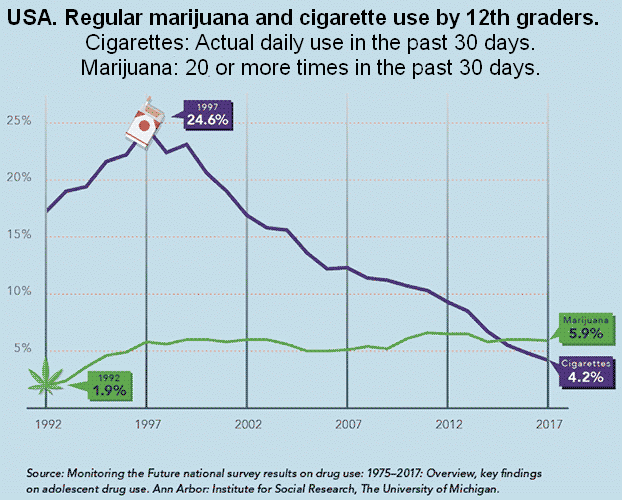
الخط الأخضر للماريجوانا. الخط الأزرق الداكن/الأرجواني هو للسجائر.

الجدول في اليسار مأخوذ من مقالة NIDA. حيث تمت إضافة النص الموجود في الأعلى لاحقًا. يوضح الرسم البياني الاستخدام المنتظم لمادة الماريجوانا والسجائر من قبل طلاب الصف الثاني عشر في الولايات المتحدة خلال الثلاثين يوما الماضية. بالنسبة للسجائر، يتم قياس الاستخدام اليومي الفعلي. بالنسبة للماريجوانا، يُسمح باستخدامها 20 مرة أو أكثر خلال الثلاثين يومًا الماضية.

## روابط خارجية
- دراسة مراقبة المستقبل
- قائمة استطلاعات رصد المستقبل
- سلسلة بيانات ICPSR
- المعهد الوطني لتعاطي المخدرات : " NIDA للمراهقين: حقائق عن المخدرات ".